# Маунт Поконо (Пенсилванија)
Маунт Поконо (енгл. Mount Pocono) град је у америчкој савезној држави Пенсилванија.

## Демографија
По попису из 2010. године број становника је 3.170, што је 428 (15,6%) становника више него 2000. године.
| Група             | 2000.         | 2010.         |
| Белци             | 2.112 (77,0%) | 1.859 (58,6%) |
| Афроамериканци    | 297 (10,8%)   | 632 (19,9%)   |
| Азијати           | 25 (0,9%)     | 79 (2,5%)     |
| Хиспаноамериканци | 278 (10,1%)   | 561 (17,7%)   |
| Укупно            | 2.742         | 3.170         |